# متاجرة بالتصويت
المتاجرة بالتصويت (بالإنجليزية: Vote trading) هي ممارسة التصويت لصالح أو ضد مشروع قانون أو موقف شخص آخر بشأن قضية عامة أو مرشح مفضل مقابل الحصول على صوت الشخص الآخر لصالح أو ضد الموقف أو الاقتراح أو المرشح الذي يدعمه الشخص الأول.

## في الهيئات التشريعية
غالبًا ما تحدث المتاجرة بالتصويت بين أعضاء الهيئات التشريعية. فعلى سبيل المثال، ربما يصوت عضو الكونغرس (أ) لصالح مشروع إنشاء سد في منطقة عضو الكونغرس (ب) مقابل تصويت عضو الكونغرس (ب) لصالح الحصول على دعم زراعي في منطقة عضو الكونغرس (أ). وكان أول مثال على المتاجرة بالأصوات في الولايات المتحدة يكمن في تسوية عام 1790، والتي قام فيها توماس جيفيرسون بإبرام صفقة مع جيمس مادسون وألكسندر هاملتون لنقل العاصمة من نيويورك إلى موقع على طول نهر بوتوماك (بعد إقامة طويلة في فيلادلفيا) في مقابل تحمل الحكومة الاتحادية للديون التي تكبدتها الولايات في الحرب الثورية. ومن العوائق أمام المتاجرة بالتصويت في الكونغرس الأمريكي بنية الكونغرس الأمريكي التي تتألف من غرفتين وأساس التمثيل الجغرافي للأعضاء. ومع ذلك، يتم تشجيع المتاجرة بالتصويت بسبب النظام الحزبي الفضفاض نسبيًا الخاص بالكونغرس، والذي يسهل تمرير السياسات من قِبل أعضاء الكونغرس كل على حدة، في تناقض حاد مع الدول الأوروبية.

## بين المواطنين

### الانتخابات الرئاسية الأمريكية
تحدث المتاجرة بالتصويت في بعض الأحيان بين مواطني الولايات المتحدة القاطنين في ولايات مختلفة (وبالتالي فهم مواطنون تابعون لهذه الولايات المعنية) لإبداء الدعم لمرشحين تابعين لطرف ثالث وذلك لتقليل مخاطر خسارة مرشح حزبهم الرئيسي الأكثر تفضيلاً للأصوات الانتخابية في الانتخابات التي يتم إجراؤها على الصعيد الوطني (أي، «تأثير المفسد»). على سبيل المثال:
- الشخص الليبرالي الذي يميل إلى الحزب الجمهوري والذي يكون ترتيب تفضيلاته هو {ليبرالي، جمهوري، ديمقراطي/خضر، خضر/ديمقراطي} والذي يعيش في «ولاية متأرجحة التصويت» قد يتفق على تبادل الأصوات مع شخص جمهوري لديه تعاطف للحزب الليبرالي، والذي يعيش في ولاية تُعتبر «جمهورية بامتياز» أو «ديمقراطية بامتياز»، ولديه ترتيب في التفضيلات على النحو التالي {جمهوري، ليبرالي، ديمقراطي/خضر، خضر/ديمقراطي}.
- والشخص [التقدمي أو الاشتراكي الذي لديه ميول نحو الحزب الديمقراطي والذي يكون ترتيب تفضيلاته هو {الخضر، الديمقراطي، الليبرالي/الجمهوري، الجمهوري/الليبرالي} ويعيش في ولاية متأرجحة قد يتفق على تبادل الاصوات مع شخص ديمقراطي يكون ترتيب تفضيلاته هو {الديمقراطي، الخضر، الجمهوري/الليبرالي، الليبرالي/الجمهوري}، والذي يعيش في ولاية يتمتع فيها أحد الأحزاب الرئيسية بأغلبية.

وفي كلتا الحالتين، يحصل كل من المرشحين والناخبين على صافي فائدة بأقل تكلفة (إن وجدت):
- يقوم مرشح الحزب الثالث بتحسين ظهوره كنسبة مئوية من التصويت الشعبي على الصعيد الوطني، الأمر الذي يزيد من رؤية الحزب الخاص به وحث جمهور الناخبين (بما في ذلك المتعاطفون من الحزب الرئيسي مع برنامج الحزب الثالث) لإبداء الاهتمام بالحزب الثالث بشكل أكثر جدية. وعلى الأخص، فإن المؤسسات التي تستضيف مناظرات مرشحي الانتخابات الرئاسية قد تتطلب أن يقوم الحزب بتخطي حد معين للأصوات الشعبية في أحد الانتخابات من أجل تأهل مرشحه في الانتخابات التالية للمناظرات التي تُقام قبل تلك الانتخابات، وتساعد عملية المتاجرة بالتصويت هذا المرشح للوصول إلى هذا الحد. ونظرًا لأن مؤيد الحزب الثالث الذي يعيش في الولاية المتأرجحة من المرجح أن يصوت لصالح مرشح الحزب الرئيسي الأكثر تفضيلاً أو الأقل ازدراءً في حالة عدم وجود متاجرة بالتصويت، فإن مرشح الحزب الثالث سيكون لديه فرصة قليلة للخسارة نتيجة ضمان المتاجرة بالتصويت بأن صوت الولاية المتأرجحة سوف يذهب للحزب الرئيسي.
- يحصل مرشح الحزب الرئيسي على تصويت كبير بصورة محتملة في إحدى الولايات المتأرجحة في حين أنه يفقد فقط تصويتًا أقل قيمة بكثير في الولاية التي يكون لديه القليل للفوز به (إذا كانت الولاية الأخرى مضمونة لهذا المرشح) أو لفقدانه (إذا كانت الولاية الأخرى مضمونة للخصم) عن طريق الحفاظ على هذا التصويت.
- يستطيع الناخب الذي يدعم الحزب الثالث التصويت لصالح خياره الثاني بضمير أكثر وضوحًا شريطة أن تمثل المتاجرة بالتصويت خيارًا لصالح الأكثر صلاحًا وكذلك الأقل شرًا (تخفيف المخاوف الأخلاقية مثل مقولة غاندي «إذا اخترت أهون الشرين، فإنك لا زلت تختار الشر»).
- مؤيد الحزب الرئيسي الذي يعتبر المتاجرة بالتصويت جائزة، والذي يشترك بالتالي في بعض المبادئ الأخلاقية النفعية على الأقل، سوف يكون لديه القليل من تأنيب الضمير - إن وجد - بشأن التصويت لصالح مرشح الخيار الثاني، وذلك في الحالات التي يتيح فيها القيام بذلك فائدة أكبر بكثير من التكلفة الضئيلة للتصويت غير المجدي (في ولاية مضمونة للحزب الرئيسي الخصم) أو التصويت الهائل (في الولاية المضمونة للحزب الخاص بهذا الناخب).

ومن ثم، فإن المتاجرة بالتصويت تحسن النتيجة قياسًا على ترتيبات تفضيلات المرشحين ووفقًا لمعايير تقييم «أعلى قيمة من القيم القصوى» و«أعلى قيمة من القيم الأدنى»، نظرًا للقيود المفروضة على مجموعة النتائج المحتملة المفروضة من قِبل تأثير «عنق الزجاجة»، الخاص بإجراء حصول الفائز على كل حصص الأصوات الانتخابية.
وزاد انتشار المتاجرة بالتصويت في الانتخابات الرئاسية نظرًا لأن تطور الإنترنت والشبكة العنكبوتية العالمية قد سهل الاتصالات بين الأفراد الذين لا يعرفون بعضهم البعض معرفة شخصية، ولكنهم معروفون بأسماء حساب المستخدم.

## في السياقات غير الحكومية
جرى اقتراح المتاجرة بالتصويت بين المؤسسات كوسيلة لتحسين حوكمة الشركات. وفي هذا السياق، تشير المتاجرة بالتصويت إلى اقتراض حصص من الأسهم في وقت ما من أجل أن تكون الشركة هي صاحبة الأسهم في يوم تصويت مهم.

## أشكال أخرى
يشير أحد الأشكال الأخرى، ويُسمى اقتران التصويت، إلى اتفاق ناخبين على طرفي نقيض في أحد الانتخابات على الامتناع عن التصويت أو تغيير أصواتهما. وغالبًا ما تستخدم هذه التقنية من قبل المشرعين الذين لا يرغبون في أخذ وقت طويل للوصول إلى اتفاق بشأن التصويت. وسوف يجد المشرع عضوًا معارضًا للموضوع ويرغب أيضًا في توفير الوقت، وسوف يتفق الاثنان على تخطي التصويت، مع الاحتفاظ بتوازن الأصوات على كلا الجانبين.

## الاعتبارات الأخلاقية
حدود الاختيار العام: تشير مقالة نقد اجتماعي للنظرية الاقتصادية إلى أن المتاجرة بالتصويت غالبًا ما تُعتبر غير أخلاقية، نظرًا لأن الأصوات يجب أن تُحدد على أساس مدى أهلية المسألة قيد التصويت. ويُنظر إلى القضية باعتبارها جريمة أقل خطورة من الرشوة، على الرغم من أنها تُعتبر في بعض الدول عملاً غير قانوني. ومع ذلك، يمكن أن يُنظر إلى المتاجرة بالتصويت على أنها مفيدة للديمقراطية من حيث أنها تتيح للأقليات ممارسة بعض النفوذ، وبالتالي التخفيف من وطأة طغيان الأغلبية. وعلى هذا النحو، فإن المتاجرة بالتصويت تشبه بناء التحالفات، التي تنطوي أيضًا على تبادل السياسات والمساومة على المناصب الوزارية من أجل تحقيق الأغلبية البرلمانية اللازمة لإقرار البرنامج بأكمله.
وكانت هناك اقتراحات أكاديمية لتبسيط عملية المتاجرة بالتصويت في الأمور التشريعية من خلال إنشاء سوق يتم التفاوض فيه من قِبل قادة الأحزاب، وهي سوق يقوم فيها الأعضاء بشراء الأصوات وبيعها بأسعار يتم تحديدها حسب العرض والطلب.